# Knud Jeppesen
Knud Christian Jeppesen (ur. 15 sierpnia 1892 w Kopenhadze, zm. 14 czerwca 1974 w Risskov) – duński muzykolog i kompozytor.

## Życiorys
Był samoukiem. W latach 1912–1914 występował jako dyrygent orkiestr w Elblągu i Legnicy, posługując się pseudonimem Per Buch. Od 1914 do 1917 roku studiował u Angula Hammericha na Uniwersytecie Kopenhaskim. Pobierał też naukę w konserwatorium kopenhaskim u Carla Nielsena i Thomasa Lauba, uzyskując dyplom z gry na organach w 1916 roku. W 1922 roku uzyskał stopień doktora muzykologii na Uniwersytecie Wiedeńskim u Guido Adlera na podstawie pracy Die Dissonanzbehandlung bei Palestrina (wyd. 1922; tłum. duńskie Palestrinastil med særligt henblik paa Dissonansbehandlingen wyd. Kopenhaga 1923). 
Grał jako organista w kopenhaskich kościołach św. Stefana (1917–1932) i Holmenskirke (1932–1947). Od 1920 do 1946 roku wykładał teorię muzyki w Królewskim Duńskim Konserwatorium Muzycznym. Od 1946 do 1957 roku był profesorem muzykologii na Uniwersytecie w Aarhus. W latach 1949–1952 był prezesem Międzynarodowego Towarzystwa Muzykologicznego. Od 1931 do 1954 roku pełnił funkcję redaktora naczelnego czasopisma Acta Musicologica.
Odznaczony został Orderem Danebroga w stopniu kawalera 1. klasy (1962).

## Twórczość
Był autorem licznych prac, w tym Kontrapunkt (vokalpolyfoni) (wyd. Kopenhaga 1930) i La frottola (wyd. Kopenhaga 1968–1970) oraz wydawcą Der Kopenhagener Chansonnier (z V. Brøndalem; Kopenhaga-Lipsk 1927, 2. wydanie 1965); Vaerker af Mogens Pedersen (Kopenhaga 1933), Die mehrstimmige italienische Laude um 1500 (z V. Brøndalem; Kopenhaga-Lipsk 1935), Die italienische Orgelmusik am Anfang des Cinquecento (Kopenhaga 1943, 2. wydanie 1960), La flora, arie et canzoni antiche italiane (Kopenhaga 1949), Antichi balli veneziani per cembalo (Kopenhaga 1962), Italia sacra musica: Musiche corali italiane sconosciute deIla prima meta del cinquecento (Kopenhaga 1962).
W swojej działalności muzykologicznej stawiał na pierwszym miejscu dzieło muzyczne, łącząc analizę warsztatową ze zrozumieniem stylu muzycznego. Zajmował się muzyką dawną, zagadnieniami polifonii i współbrzmieniowości w muzyce XVI wieku. Cieszył się autorytetem znawcy twórczości Palestriny. Odnalazł w archiwach i opisał renesansowe włoskie druki i rękopisy muzyczne.
Skomponował m.in. operę Rosaura, eller Kærlighed besejrer alt (1946, wyst. Kopenhaga 1950), symfonię Sjællandsfar (1938–1939), koncert na waltornię (1942), Dronning Dagmar messe (1945), Te Deum danicum na solistów, 2 chóry, organy i orkiestrę (1945), Tvesang: Grundtvig- Kierkegaard na chór i orkiestrę (1965).